# Natació als Jocs Olímpics d'Estiu de 1996
Als Jocs Olímpics d'Estiu de 1996 celebrats a la ciutat d'Atlanta (Estats Units d'Amèrica) es disputaren 32 proves de natació, 16 en categoria masculina i 16 en categoria femenina. La competició es desenvolupà al Georgia Tech Aquatic Center.
Hi participaren un total de 762 nedadors, entre ells 417 homes i 345 dones, de 117 comitès nacionals diferents.

## Resum de medalles

### Categoria masculina
| Prova                   | Or | Or      | Argent | Argent  | Bronze | Bronze  |
| 50 m lliures Detalls    | Aleksandr Popov | 22.13   | Gary Hall | 22.26   | Fernando Scherer                                                                                             | 22.29   |
| 100 m lliures Detalls   | Aleksandr Popov | 48.74   | Gary Hall | 48.81   | Gustavo Borges                                                                                               | 49.02   |
| 200 m lliures Detalls   | Danyon Loader | 1:47.63 | Gustavo Borges | 1:48.08 | Daniel Kowalski                                                                                              | 1:48.25 |
| 400 m lliures Detalls   | Danyon Loader | 3:47.97 | Paul Palmer | 3:49.00 | Daniel Kowalski                                                                                              | 3:49.39 |
| 1.500 m lliures Detalls | Kieren Perkins | 14:56.4 | Daniel Kowalski | 15:02.4 | Graeme Smith                                                                                                 | 15:02.4 |
| 100 m esquena Detalls   | Jeff Rouse | 54.10   | Rodolfo Falcon | 54.98   | Neisser Bent                                                                                                 | 55.02   |
| 200 m esquena Detalls   | Brad Bridgewater | 1:58.54 | Tripp Schwenk | 1:58.99 | Emanuele Merisi                                                                                              | 1:59.18 |
| 100 m braça Detalls     | Fred Deburghgraeve | 1:00.65 | Jeremy Linn | 1:00.77 | Mark Warnecke                                                                                                | 1:01.33 |
| 200 m braça Detalls     | Norbert Rózsa | 2:12.57 | Károly Güttler | 2:13.03 | Andrei Kornéiev                                                                                              | 2:13.17 |
| 100 m papallona Detalls | Denís Pankràtov | 52.27   | Scott Miller | 52.53   | Vladislav Kulikov                                                                                            | 53.13   |
| 200 m papallona Detalls | Denís Pankràtov | 1:56.51 | Tom Malchow | 1:57.44 | Scott Goodman                                                                                                | 1:57.48 |
| 200 m estils Detalls    | Attila Czene | 1:59.91 | Jani Sievinen | 2:00.13 | Curtis Myden                                                                                                 | 2:01.13 |
| 400 m estils Detalls    | Tom Dolan | 4:14.90 | Eric Namesnik | 4:15.25 | Curtis Myden                                                                                                 | 4:16.28 |
| 4x100 m lliures Detalls | Estats Units Jon Olsen · Josh Davis · Bradley Schumacher · Gary Hall · David Fox* · Scott Tucker*                              | 3:15.41 | Rússia Roman Iegórov · Aleksandr Popov · Vladímir Predkin · Vladímir Pixnenko · Denís Pimankov*                                          | 3:17.06 | Alemanya Christian Tröger · Bengt Zikarsky · Björn Zikarsky · Mark Pinger · Alexander Luderitz*              | 3:17.20 |
| 4x200 m lliures Detalls | Estats Units Josh Davis · Joe Hudepohl · Bradley Schumacher · Ryan Berube · Jon Olsen*                                         | 7:14.84 | Suècia Christer Wallin · Anders Holmertz · Lars Frölander · Anders Lyrbring                                                              | 7:17.56 | Alemanya Aimo Heilmann · Christian Keller · Christian Tröger · Steffen Zesner · K. Dubrovin* · Oliver Lampe* | 7:17.71 |
| 4x100 m estils Detalls  | Estats Units Jeff Rouse · Jeremy Linn · Mark Henderson · Gary Hall · Josh Davis* · Kurt Grote* · John Hargis* · Tripp Schwenk* | 3:34.84 | Rússia Vladímir Selkov · Stanislav Lopukhov · Denís Pankràtov · Aleksandr Popov · Roman Ivanovski* · Vladislav Kulikov* · Roman Iegórov* | 3:37.55 | Austràlia Steven Dewick · Phil Rogers · Scott Miller · Michael Klim · Toby Haenen*                           | 3:39.56 |

* Nedadors que participaren en les sèries de classificació i que també foren guardonats amb la corresponent medalla.

### Categoria femenina
| Prova                   | Or | Or      | Argent | Argent  | Bronze                                                                                               | Bronze  |
| 50 m lliures Detalls    | Amy Van Dyken | 24.87   | Le Jingyi | 24.90   | Sandra Völker                                                                                        | 25.14   |
| 100 m lliures Detalls   | Le Jingyi | 54.50   | Sandra Völker                                                                                                   | 54.88   | Angel Martino                                                                                        | 54.93   |
| 200 m lliures Detalls   | Claudia Poll | 1:58.16 | Franziska van Almsick                                                                                           | 1:58.57 | Dagmar Hase                                                                                          | 1:59.56 |
| 400 m lliures Detalls   | Michelle Smith | 4:07.25 | Dagmar Hase | 4:08.30 | Kirsten Vlieghuis                                                                                    | 4:08.70 |
| 800 m lliures Detalls   | Brooke Bennett | 8:27.89 | Dagmar Hase | 8:29.91 | Kirsten Vlieghuis                                                                                    | 8:30.84 |
| 100 m esquena Detalls   | Beth Botsford | 1:01.19 | Whitney Hedgepeth                                                                                               | 1:01.47 | Marianne Kriel                                                                                       | 1:02.12 |
| 200 m esquena Detalls   | Krisztina Egerszegi | 2:07.83 | Whitney Hedgepeth                                                                                               | 2:11.98 | Cathleen Rund                                                                                        | 2:12.06 |
| 100 m braça Detalls     | Penelope Heyns | 1:07.73 | Amanda Beard | 1:08.09 | Samantha Riley                                                                                       | 1:09.18 |
| 200 m braça Detalls     | Penelope Heyns | 2:25.41 | Amanda Beard | 2:25.75 | Ágnes Kovács                                                                                         | 2:26.57 |
| 100 m papallona Detalls | Amy Van Dyken | 59.13   | Liu Limin | 59.14   | Angel Martino                                                                                        | 59.23   |
| 200 m papallona Detalls | Susie O'Neill | 2:07.76 | Petria Thomas                                                                                                   | 2:09.82 | Michelle Smith                                                                                       | 2:09.91 |
| 200 m estils Detalls    | Michelle Smith | 2:13.93 | Marianne Limpert                                                                                                | 2:14.35 | Lin Li                                                                                               | 2:14.74 |
| 400 m estils Detalls    | Michelle Smith | 4:39.18 | Allison Wagner                                                                                                  | 4:42.03 | Krisztina Egerszegi                                                                                  | 4:42.53 |
| 4x100 m lliures Detalls | Estats Units Angel Martino · Amy Van Dyken · Catherine Fox · Jenny Thompson · Lisa Jacob* · Melanie Valerio*                                         | 3:39.29 | R.P. de la Xina Le Jingyi · Na Chao · Yun Nian · Shan Ying                                                      | 3:40.48 | Alemanya Sandra Völker · Simone Osygus · Antje Buschschulte · Franziska van Almsick · Meike Freitag* | 3:41.48 |
| 4x200 m lliures Detalls | Estats Units Trina Jackson · Cristina Teuscher · Sheila Taormina · Jenny Thompson · Lisa Jacob* · Annette Salmeen* · Ashley Whitney*                 | 7:59.87 | Alemanya Franziska van Almsick · Kerstin Kielgass · Anke Scholz · Dagmar Hase · Meike Freitag* · Simone Osygus* | 8:01.55 | Austràlia Julia Greville · Nicole Stevenson · Emma Johnson · Susie O'Neill · Lise Mackie*            | 8:05.47 |
| 4x100 m estils Detalls  | Estats Units Beth Botsford · Amanda Beard · Angel Martino · Amy Van Dyken · Catherine Fox* · Whitney Hedgepeth* · Kristine Quance* · Jenny Thompson* | 4:02.88 | Austràlia Nicole Stevenson · Samantha Riley · Susie O'Neill · Sarah Ryan · Helen Denman* · Angela Kennedy*      | 4:05.08 | R.P. de la Xina Chen Yan · Han Xue · Cai Huijue · Shan Ying                                          | 4:07.34 |

* Nedadores que participaren en les sèries de classificació i que també foren guardonats amb la corresponent medalla.

## Medaller
| Posició | País            | Or | Argent | Bronze | Total |
| 1       | Estats Units    | 13 | 11     | 2      | 26    |
| 2       | Rússia          | 4  | 2      | 2      | 8     |
| 3       | Hongria         | 3  | 1      | 2      | 6     |
| 4       | Irlanda         | 3  | 0      | 1      | 4     |
| 5       | Austràlia       | 2  | 4      | 6      | 12    |
| 6       | Sud-àfrica      | 2  | 0      | 1      | 3     |
| 7       | Nova Zelanda    | 2  | 0      | 0      | 2     |
| 8       | R.P. de la Xina | 1  | 3      | 2      | 6     |
| 9       | Bèlgica         | 1  | 0      | 0      | 1     |
| 9       | Costa Rica      | 1  | 0      | 0      | 1     |
| 11      | Alemanya        | 0  | 5      | 7      | 12    |
| 12      | Brasil          | 0  | 1      | 2      | 3     |
| 12      | Canadà          | 0  | 1      | 2      | 3     |
| 14      | Regne Unit      | 0  | 1      | 1      | 2     |
| 14      | Cuba            | 0  | 1      | 1      | 2     |
| 16      | Finlàndia       | 0  | 1      | 0      | 1     |
| 16      | Suècia          | 0  | 1      | 0      | 1     |
| 18      | Països Baixos   | 0  | 0      | 2      | 2     |
| 19      | Itàlia          | 0  | 0      | 1      | 1     |